# Plebejus hypochionoides
Plebejus hypochionoides är en fjärilsart som beskrevs av Tutt 1909. Plebejus hypochionoides ingår i släktet Plebejus och familjen juvelvingar. Inga underarter finns listade i Catalogue of Life.